# Peter Charanis
Peter Charanis, nato Panagiotis Charanis (in greco Παναγιώτης Χαρανής?; Lemno, 15 agosto 1908 – New Brunswick, 23 marzo 1985), è stato uno storico e bizantinista greco naturalizzato statunitense.

## Biografia
Charanis nacque nell'isola di Lemno nel 1908, all'epoca sotto la dominazione ottomana, ma emigrò da adolescente negli Stati Uniti, lasciando la sua famiglia in patria e stabilendosi nel New Jersey nel 1920. Conseguì la laurea alla Rutgers University e il dottorato presso l'Università del Wisconsin-Madison, sotto la docenza di Alexander Vasiliev, continuando i suoi studi successivi presso l'Università di Bruxelles sotto la guida del bizantinista Henri Grégoire. Seguendo il seminario tenuto da quest'ultimo, fra il 1936 ed il 1938, conobbe la sua futura moglie Madeleine Schiltz e studiosi quali Nicholas Adontz e Paul Wittek. Secondo lo stesso Charanis, durante il suo soggiorno a Bruxelles acquisì un profondo interesse per gli armeni, che si sarebbe in seguito concretizzato con la produzione degli studi The Armenians in the Byzantine Empire (1961) e A Note on the Ethnic Origin of the Emperor Maurice (1965).
Nuovamente negli Stati Uniti, Charanis tornò alla Rutgers University, concentrandosi sulla storia economica, sociale ed etnica di Bisanzio, ampliando ad esempio il dibattito accademico sulla Cronaca di Monemvasia, e divenendo Distinguished Professor nel 1962: a quel tempo la bizantinistica era ancora agli albori negli Stati Uniti e Charanis convinse il dipartimento di storia del suo ateneo ad avviare un corso su questo ambito. Quando il corso di bizantinistica vide la luce divenne alla fine uno dei più popolari della Rutgers e Charanis, dal 1964 al 1966, assunse anche la carica di presidente del dipartimento di storia dell'università, prima di andare in pensione nel 1976. Precedentemente, nel 1972, aveva ricevuto una laurea honoris causa dall'Università Aristotele di Salonicco.
Charanis è noto per le sue narrazioni aneddotiche sulle popolazioni greco-ortodosse, in particolare quelle rimaste al di fuori dei confini dello stato greco moderno, le quali continuarono a definire se stesse come Romioi (in greco Ρωμιοί?, cioè romani, bizantini) ancora nel XX secolo inoltrato. Poiché Charanis nacque a Lemno, raccontava infatti che quando l'isola fu presa agli ottomani dalla Grecia nel 1912, durante la prima guerra balcanica, i soldati greci occuparono ogni villaggio e sfilarono nelle pubbliche piazze. A quel punto alcuni bambini del luogo corsero a vedere che aspetto avessero i greci ed uno dei militari chiese loro: "Cosa state guardando?"; i bambini risposero: "Gli Elleni". "Non siete anche voi Elleni?", ribatté il soldato, ma i bambini replicarono: "No, siamo romani".

## Opere
- (EN) Peter Charanis, Les Βραχέα Χρονικά comme source historique. An important short chronicle of the fourteenth century, in Byzantion (13), 1938,  pp. 335-362.
- (EN) Peter Charanis, Byzantium, the West and the origin of the First Crusade, in Byzantion (19), 1949,  pp. 17-36.
- (EN) Peter Charanis, The Chronicle of Monemvasia and the question of the slavonic settlements in Greece, in Dumbarton Oaks Papers (5), 1950,  pp. 139–166.
- (EN) Peter Charanis, On the Social Structure and Economic Organization of the Byzantine Empire in the Thirteenth Century and Later, in Byzantinoslavica (12), 1951,  pp. 94-153.
- Peter Charanis, The Byzantine Empire in the Eleventh Century, in (EN) A History of the Crusades, vol. 1, University of Wisconsin Press, Madison, 1969,  pp. 177-219, ISBN 9780299048341.
- (EN) Peter Charanis, Ethnic Changes in the Byzantine Empire in the Seventh Century, in Dumbarton Oaks Papers (13), 1959,  pp. 23-44.
- (EN) Peter Charanis, The Armenians in the Byzantine Empire, in Byzantinoslavica (22), 1961,  pp. 196-240.
- (EN) Peter Charanis, A Note on the Ethnic Origin of the Emperor Maurice, in Byzantion (35), 1965,  pp. 412-417.
- Peter Charanis, Observations on the Demography of the Byzantine Empire, in (EN) Proceedings of Thirteenth International Congress of Byzantine Studies, Oxford University Press, Londra, 1967,  pp. 445-463.